# WISE 0855-0714
WISE 0855-0714 es una enana o subenana marrón que se encuentra a 7,2 años luz de la Tierra. Considerada como la estrella más fría de la que se tiene conocimiento, con temperaturas que oscilan entre los 225 a 260 K (entre -48 a -13 °C).